# Barichneumon tamahonis
Barichneumon tamahonis är en stekelart som först beskrevs av Tohru Uchida 1932.  Barichneumon tamahonis ingår i släktet Barichneumon och familjen brokparasitsteklar. Inga underarter finns listade.